# Подберёзкин, Алексей Иванович
Алексе́й Ива́нович Подберёзкин (род. 7 февраля 1953, Москва) — советский и российский политолог и политический деятель, специалист по проблемам национальной безопасности и военной политики. Доктор исторических наук, профессор. Проректор МГИМО по научной работе (с июня 2009 — по март 2015). Директор Центра военно-политических проблем (с марта 2015 года). Бывший референт первого заместителя Председателя Правительства РФ, член Совета при Президенте РФ по содействию развитию институтов гражданского общества и правам человека, председатель Комитета «За чистые и честные выборы», депутат Государственной думы второго созыва.

## Биография
Родился 7 февраля 1953 года в Москве в семье рабочего.
Трудовую деятельность начал в 1968 году слесарем-электриком на экспериментальном заводе имени Памфилова. Служил в Советской Армии, затем работал на производстве.
Жена Ольга Русакова, дочь секретаря ЦК КПСС Константина Русакова. Три дочери.
Владеет английским и итальянским языками.

### Научно-исследовательская деятельность
Окончил Московский государственный институт международных отношений (МГИМО) МИД СССР в 1979 году. В 1981 году стал руководителем группы научных консультантов Комитета молодёжных организаций (КМО) СССР (занимал эту должность до 1985 года).
В 1982 году защитил диссертацию на соискание учёной степени кандидата исторических наук по теме «Критический анализ буржуазных концепций значения гонки вооружений в военно-политической стратегии США: 70-е годы» (специальность — 07.00.05 «История международных отношений и внешней политики»).
По окончании института занимался научно-исследовательской работой в МГИМО МИД СССР. С 1981 по 1985 год — референт-руководитель группы научных консультантов Комитета молодёжных организаций (КМО) СССР. С 1985 по 1990 год — старший научный сотрудник Института мировой экономики и международных отношений (ИМЭМО) АН СССР и Дипломатической академии МИД СССР.
В 1990 году в Дипломатической академии МИД СССР защитил диссертацию на соискание учёной степени доктора исторических наук по теме «Современная военная доктрина США и военно-политические аспекты международной безопасности». В том же году вышел из КПСС и стал инициатором создания Российско-Американского университета (РАУ), с 1991 года — президент РАУ. С 1992 года — президент международной неправительственной научно-исследовательской и образовательной организации «РАУ-Корпорация».
С июня 2009 по март 2015 года — проректор МГИМО по научной работе. С марта 2015 года — директор Центра военно-политических проблем, профессор МГИМО.
Подберёзкин является автором около трёхсот опубликованных работ по вопросам международных отношений, проблемам разоружения, внешней и военной политики, государственного строительства, идеологии государственного патриотизма, национального самосознания. Преподаёт в ряде институтов, в том числе в МГИМО МИД РФ. С 1992 года издаёт ежемесячный аналитический журнал «Обозреватель-Observer», возглавляет научно-издательский совет.

### Политическая деятельность
С 1991 по 1993 год был советником, руководителем группы консультантов вице-президента России Александра Руцкого. В 1994 году создал и возглавил Всероссийское общественно-политическое движение «Духовное наследие», до 2001 года — председатель Центрального совета ВОПД «Духовное наследие». В дальнейшем был одним из учредителей Социалистической единой партии России (СЕПР).
В декабре 1995 года был избран депутатом Государственной Думы второго созыва, входил в состав фракции КПРФ до августа 1999 года, являлся заместителем председателя Комитета Государственной Думы по международным делам. В августе 1996 года стал одним из инициаторов создания Народно-патриотического союза России, был избран сопредседателем НПСР (1996—1999).
В 2000 году баллотировался на пост президента России, был выдвинут инициативной группой граждан, в число которых вошли видные деятели науки, искусства, лидеры ряда общественных объединений. На выборах, прошедших 26 марта того же года, получил 0,13 % голосов избирателей, участвовавших в выборах.
С 2001 года — советник председателя Счётной палаты РФ Сергея Степашина, в дальнейшем (до ноября 2004 года) — первый заместитель директора Государственного института системного анализа Счётной палаты РФ. В декабре 2005 года был избран сопредседателем Партии Социальной Справедливости (ПСС). В декабре 2007 года баллотировался в депутаты Государственной думы в составе федеральной тройки ПСС, однако выборы партия проиграла.
Ныне является членом Президиума Независимой Организации «Гражданское общество» и Национального Гражданского Комитета по взаимодействию с правоохранительными, законодательными и судебными органами.

## Награды и звания
- Орден Дружбы (5 марта 2014) — за достигнутые трудовые успехи, значительный вклад в социально-экономическое развитие Российской Федерации, заслуги в гуманитарной сфере, укреплении законности и правопорядка, реализации внешнеполитического курса Российской Федерации, многолетнюю добросовестную работу и активную общественную деятельность[7]
- Почётная грамота президента Российской Федерации (18 января 2010) — за активное участие в научно-исследовательской, публицистической и популяризаторской работе по противодействию фальсификации истории в ущерб интересам России[8]
- Благодарность президента Российской Федерации (30 апреля 2008) — за большой вклад в развитие институтов гражданского общества и обеспечение защиты прав и свобод человека и гражданина[9]
- Всероссийская историко-литературная премия «Александр Невский» (2016) в качестве руководителя коллектива авторов 15-томного издания «Великая победа»[10].
- Премия имени А. В. Суворова от Академии военных наук (7 ноября 2019) — «за выдающиеся научные достижения»[11].
- Академик Российской академии естественных наук (РАЕН)
- Академик Международной академии информатизации
- Академик Академии военных наук
- Академик Академии проблем безопасности, обороны и правопорядка
- Действительный государственный советник РФ 3 класса (классный чин присвоен Указом Президента РФ от 27 октября 2007 года)
- Кавалер Золотого Почётного знака «Общественное признание» (2003)
- Лауреат премии им. Ю. В. Андропова (с вручением золотой медали) — за выдающийся вклад в обеспечение безопасности РФ (2003)

## Книги
- Подберёзкин А. И. Национальный человеческий капитал. В 5 т. — М.: МГИМО-Университет. — ISBN 978-5-9228-0886-6 ; 978-5-9228-0885-9 ; 978-5-9228-0774-6 ; 978-5-9228-0884-2
- Подберезкин А. И. Россия в глобальном мире : некоторые теоретические аспекты исследования / А. И. Подберезкин, Ю. А. Булатов ; Дипломат. акад. МИД России. — М. : Научная книга, 2003. — 267 с. — ISBN 5-94935-004-9.
- Подберезкин А. И. Социальный потенциал и стратегия долгосрочного развития России / А. И. Подберезкин // Вестник МГИМО-Университета. — 2011. — № 2. — С. 7-24.
- Великая Победа : многотомное продолжающееся издание. Т. 7: Испытание / под общ. ред. С. Е. Нарышкина, А. В. Торкунова; ред. совет: А. И. Подберезкин, А. В. Серёгин, И. И. Сирош и др. ; Моск. гос. ин-т междунар. отношений (ун-т) МИД России. — М. : МГИМО-Университет, 2011. — 512 с. : ил. — ISBN 978-5-9228-0754-8.
- Подберезкин А.И. Евразия и Россия / А. И. Подберезкин, К. П. Боришполец, О. А. Подберезкина. Моск. гос. ин-т междунар. отношений (ун-т) МИД России. — М. : МГИМО-Университет, 2014. — 514 с.
- Подберезкин А. И. Военные угрозы России / А. И. Подберезкин ; Моск. гос. ин-т междунар. отношений (ун-т) МИД России. — М. : МГИМО-Университет, 2014. — 268 с. — ISBN 978-5-9228-1068-5.
- Прогнозирование международной ситуации: угрозы безопасности и военная политика России / А. И. Подберезкин, К. П. Боришполец, А. А. Казанцев, В. П. Козин, А. А. Орлов. — М. : МГИМО-Университет, 2014. — ISBN 978-5-9228-1061-6
- Подберезкин А. И. Евразийская воздушно-космическая оборона / А. И. Подберезкин. — М.: МГИМО-Университет, 2013. — 488 с. — ISBN 978-5-9228-0937-5.
- Подберезкин А. И. XXI век: стратегия для России (развернутые тезисы для дискуссии) / А. И. Подберезкин, М. П. Карпенко. — М.: Партия социальной справедливости, 2005. — 167 с.
- Подберезкин А. И. Гражданское общество и будущее российского государства: в поиске эффективного алгоритма развития / А. И. Подберезкин, С. А. Абакумов. — М. : Имидж-Пресс, 2004. — 436 с. — ISBN 5-94209-002-5.
- Подберезкин А. И. Лоббисты катастрофы: (О военно-промышленном комплексе США) / А. И. Подберезкин, А. В. Бурсов. — М.: Московский рабочий, 1987. — 128 с.
- Долгосрочные сценарии развития стратегической обстановки, войн и военных конфликтов в XXI веке: аналитич. доклад / А. И. Подберезкин, М. А. Мунтян, М. В. Харкевич [и др.]; рук. авт. коллектива А. И. Подберезкин; Моск. гос. ин-т междунар. отношений (ун-т) МИД России, Центр военно-политических исследований. — М.: МГИМО-Университет, 2014. — 175 с. ISBN 978-5-9228-1173-6.
- Долгосрочное прогнозирование сценариев развития военно-политической обстановки: аналитич. доклад / А. И. Подберезкин, М. А. Мунтян, М. В. Харкевич [и др.]; рук. авт. коллектива А. И. Подберезкин ; Моск. гос. ин-т междунар. отношений (ун-т) МИД России, Центр военно-политических исследований. — М. : МГИМО-Университет, 2014. — 159 с. — ISBN 978-5-9228-1159-0.
- Подберезкин А. И. Военно-политическая интеграция в Евразии: возможные сценарии / А. А. Климов, К. Г. Тиминский, А. В. Фоменко // Евразийский экономический союз: накануне. — М., 2014. — С. 85-89.
- Третья мировая война против России: введение к исследованию. / А. И. Подберезкин. Моск. гос. ин-т междунар. Отношений (ун-т) МИД России. — М. : МГИМО-Университет, 2015. — 169 с.
- Стратегическое прогнозирование и планирование внешней и оборонной политики : монография : в 2 т. / под ред. А. И. Подберезкина. Моск. гос. ин-т междунар. Отношений (ун-т) МИД России, центр военно-полит. исследований. — М. : МГИМО-Университет, 2015.
- Подберезкин А. И. Стратегия национальной безопасности России в XXI веке : аналитич. доклад / А. И. Подберезкин ; Моск. гос. ин-т междунар. отношений (ун-т) М-ва иностр. дел Рос. Федерации, Центр военно-политич. исследований ; АО «Концерн ВКО „Алмаз-Антей“». — М. : МГИМО-Университет, 2016. — 338 с. — ISBN 978-5-9228-1532-1.
- Подберезкин А. И. Вероятный сценарий развития международной обстановки после 2021 года. / А. И. Подберезкин. Моск. гос. ин-т междунар. отношений (ун-т) МИД России, Центр военно-политических исследований МГИМО (У) МИД России; ОАО «Концерн ПВО „Алмаз Антей“». — М. : МГИМО-Университет, 2015. — 325 с.
- Подберезкин А.И. Стратегический прогноз развития отношений между локальными человеческими цивилизациями в Евразии: аналитич. доклад / А. И. Подберезкин, О. Е. Родионов, М. В. Харкевич; Моск. гос. ин-т междунар. отношений (ун-т) М-ва иностр. дел Рос. Федерации, Центр военно-политических исследований. — М.: МГИМО-Университет, 2016. — 123,[1] с. — ISBN 978-5-9228-1590-1.
- Мир в XXI веке: прогноз развития международной обстановки по странам и регионам: монография / [А. И. Подберезкин и др.]; под ред. М. В. Александрова, О. Е. Родионова; МГИМО МИД России, Центр военно-политических исследований. — М.: МГИМО-Университет, 2018. — 768 с.
- Подберезкин А.И. Политика стратегического сдерживания России: монография / А. И. Подберезкин; под редакцией О. Е. Родионова. — М.: Издательский дом «Международные отношения», 2019. — 808 с.
- Подберёзкин А.И. Роль США в формировании современной и будущей военно-политической обстановки: монография / А. И. Подберёзкин; под ред. О. Е. Родионова. — М.: ИД «Международные отношения», 2019. — 462 с.
- Теоретические и математические методы анализа факторов формирования оборонно-промышленного комплекса: монография / А. И. Подберезкин, М. В. Александров, Н. В. Артамонов [и др.]; ответственный редактор А. И. Подберезкин; Московский государственный институт международных отношений (университет) Министерства иностранных дел Российской Федерации, Центр военно-политических исследований. — Москва: МГИМО Университет, 2021. — 478 с.
- Подберёзкин, А.И. Оценка и прогноз военно-политической обстановки / А. И. Подберёзкин // Москва: Юстицинформ, 2021. — 1080 с. — ISBN 978-5-7205-1721-2
- Байгузин Р. Н., Подберёзкин А. И. Политика и стратегия. Оценка и прогноз развития стратегической обстановки и военной политики России /Р. Н. Байгузин, А. И. Подберёзкин.- М.: Юстицинформ, 2021.- 768 с.
- Противоракетные рубежи. От системы «А» до «Прометей». — Москва, ООО Издательский дом «Медиа Центр», 2021, 224 стр., иллюстр.